# Касале, Натали Алонсо
Натали́ Ало́нсо Каса́ле (непальск. Nathalie Alonso Casale; 1970, Париж, Франция) — нидерландский монтажёр, режиссёр, актриса, сценарист, продюсер и кинооператор.

## Биография
Натали Алонсо Касале родилась в 1970 году в Париже (Франция).
Натали начала свою карьеру в 1992 году. Лауреат премий «Netherlands Film Festival» (2 награды в 1992), «Golden Calf» (1992), «Angers European First Film Festival» (1993), «Tel-Aviv International Student Film Festival» (1994) и «Côté Court Festival» (1998).
Натали писала собственную колонку в качестве иностранного корреспондента в киножурнале. В 1996 году она основала свою собственную производственную компанию «Rotterdam Titanic Productions». Она регулярно пишет статьи на темы международного искусства.